# Čemernica Lonjska
 Čemernica Lonjska  falu Horvátországban Zágráb megyében. Közigazgatásilag Kloštar Ivanićhoz tartozik.

## Fekvése
Zágrábtól 35 km-re keletre, községközpontjától  3 km-re északra a megye keleti részén fekszik.

## Története
A település a kloštar ivanići Nagyboldogasszony plébániához tartozott. 
1857-ben 263, 1910-ben 430 lakosa volt. Trianonig Belovár-Kőrös vármegye Križi járásához tartozott. A településnek 2001-ben 279 lakosa volt.

## Lakosság
| Lakosság változása | Lakosság változása | Lakosság változása | Lakosság változása | Lakosság változása | Lakosság változása | Lakosság változása | Lakosság változása | Lakosság változása | Lakosság változása | Lakosság változása | Lakosság változása | Lakosság változása | Lakosság változása | Lakosság változása |
| ------------------ | ------------------ | ------------------ | ------------------ | ------------------ | ------------------ | ------------------ | ------------------ | ------------------ | ------------------ | ------------------ | ------------------ | ------------------ | ------------------ | ------------------ |
| 1857               | 1869               | 1880               | 1890               | 1900               | 1910               | 1921               | 1931               | 1948               | 1953               | 1961               | 1971               | 1981               | 1991               | 2001               |
| 263                | 273                | 273                | 313                | 373                | 430                | 428                | 452                | 471                | 438                | 432                | 385                | 320                | 272                | 279                |

## Külső hivatkozások
Kloštar Ivanić hivatalos oldala